# Communes de la wilaya de Souk Ahras
Pour les autres communes, voir Liste des communes d'Algérie.
La wilaya de Souk Ahras est découpée en 10 daïras et 26 communes.

## Communes de la wilaya de Souk Ahras

Communes de la wilaya de Souk Ahras (codes ONS).

Le tableau suivant donne la liste des communes de la wilaya de Souk Ahras, en précisant pour chaque commune : son code ONS, son nom et sa population en 2008.
| Code ONS | Commune         | Population nb. habitants |
| -------- | --------------- | ------------------------ |
| 4101     | Souk Ahras      | +155 259,                |
| 4102     | Sedrata         | +053 218,                |
| 4103     | Hanancha        | +015 790,                |
| 4104     | Mechroha        | +021 802,                |
| 4105     | Ouled Driss     | +011 303,                |
| 4106     | Tiffech         | +006 037,                |
| 4107     | Zaarouria       | +011 234,                |
| 4108     | Taoura          | +018 933,                |
| 4109     | Dréa            | +006 408,                |
| 4110     | Heddada         | +007 351,                |
| 4111     | Khedara         | +008 329,                |
| 4112     | Merahna         | +013 319,                |
| 4113     | Ouled Moumene   | +004 682,                |
| 4114     | Bir Bou Haouch  | +006 380,                |
| 4115     | M'daourouch     | +041 343,                |
| 4116     | Oum El Adhaim   | +008 539,                |
| 4117     | Aïn Zana        | +007 499,                |
| 4118     | Aïn Soltane     | +003 091,                |
| 4119     | Ouillen         | +006 544,                |
| 4120     | Sidi Fredj      | +007 497,                |
| 4121     | Safel El Ouiden | +002 731,                |
| 4122     | Ragouba         | +005 160,                |
| 4123     | Khemissa        | +003 517,                |
| 4124     | Oued Keberit    | +004 992,                |
| 4125     | Terraguelt      | +004 376,                |
| 4126     | Zouabi          | +002 792,                |